# I. Vilmos szicíliai király
I. (Gonosz) Vilmos (olaszul: Guglielmo il Malo) (Palermo, 1120 – Palermo, 1166. május 7.) szicíliai király 1154-től haláláig. Kemény kezű uralkodása alatt sikerrel fojtotta el a meg-megújuló bárói szervezkedéseket.
Vilmos II. Roger fiaként született, és 1148-tól (bátyja halála) volt a trónörökös, 1151-től pedig társuralkodó. Édesapja halála után, 1154-ben lett Szicíliai egyeduralkodója. Bari Maione nevű minisztere tanácsára folytatta Roger politikáját, és tovább erősítette a királyi hatalmat a városokkal és a bárókkal szemben. A bárók azonban Vilmos unokaöccse, Loritello Róbert vezetésével Barbarossa Frigyes német-római császárhoz fordultak segítségért. Frigyes tervezett hadjárata végül elmaradt, így a bárók I. Manuél bizánci császárt keresték meg szövetségesnek. 1155-ben a bizánciak Dél-Itáliába hatoltak, és megszállták Apuliát. Vilmos viszont Brindisi közelében fényes győzelmet aratott felettük, és visszafoglalta tartományait.
A király 1156-ban a beneventói konkordátumban rendezte vitáját IV. Adorján pápával, Adorján pedig elismerte Vilmos fennhatóságát a dél-itáliai normann területek felett. 1158–1160 folyamán Szicília elvesztette afrikai birtokait, 1160-ban pedig meggyilkolták Maione minisztert. A bárók Vilmos trónfosztására törő kísérlete is csaknem sikerrel járt, a királyság déli részén pedig lázongások törtek ki (a lázadók a palermói palotát is feldúlták). Vilmosnak kemény kézzel kellett helyreállítania a rendet.
Ugyanakkor türelmes volt a királyság területén élő muzulmánok iránt, és udvarát sok nevezetes muszlim személyiség (pl. a földrajztudós Abu Abdalláh al-Idríszi) felkereste. Vilmos támogatta az irodalmat és a tudományokat. „Gonosz” melléknevét ellenfelei adták neki.
A király 1166-os halála után fia, II. Vilmos örökölte Szicíliát.